# Rue Lebouteux
 (juin 2023).
Si vous disposez d'ouvrages ou d'articles de référence ou si vous connaissez des sites web de qualité traitant du thème abordé ici, merci de compléter l'article en donnant les références utiles à sa vérifiabilité et en les liant à la section « Notes et références ».
La rue Lebouteux est une voie du 17e arrondissement de Paris, en France.

## Situation et accès

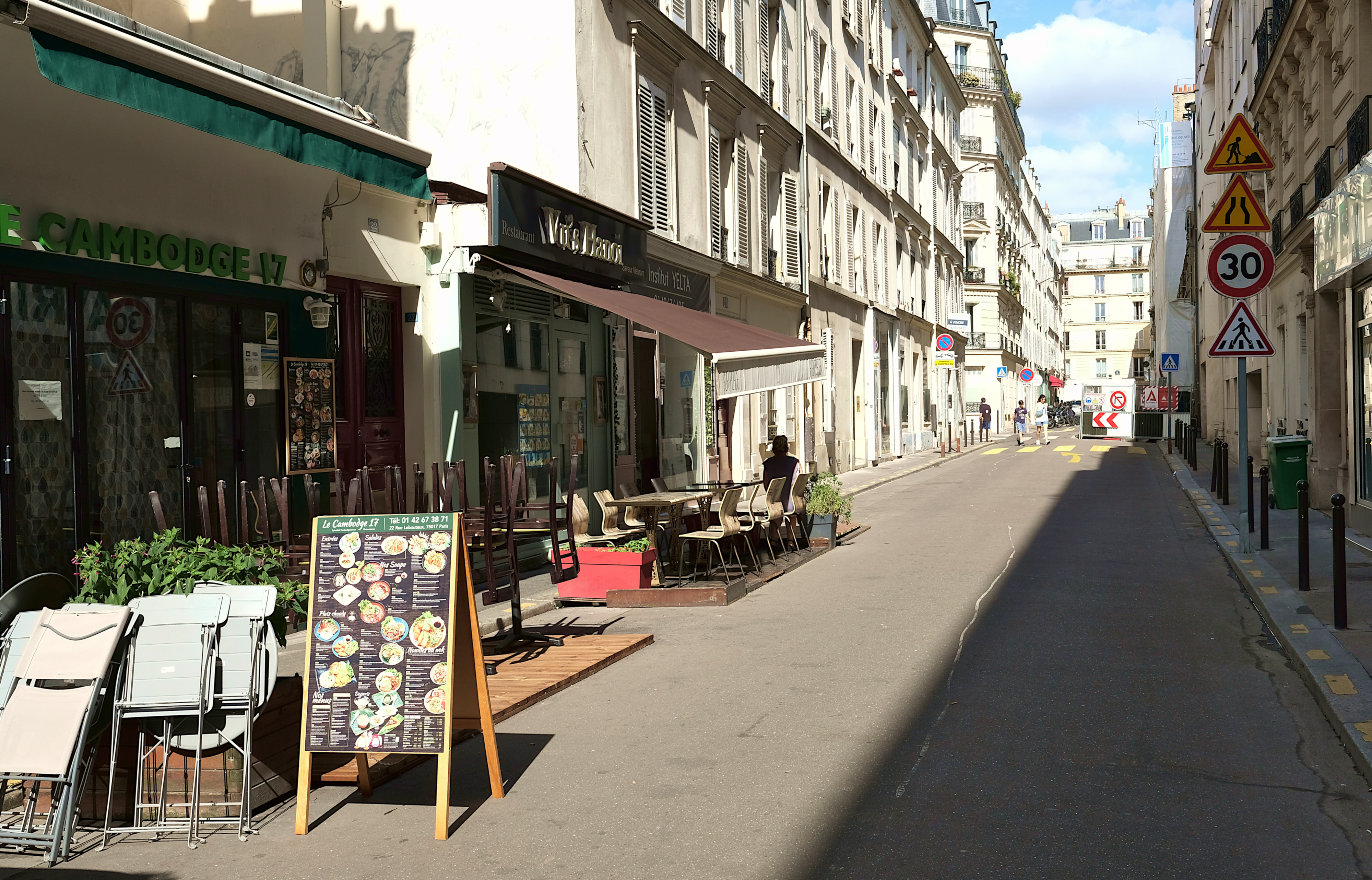
La rue Lebouteux vue de la rue de Lévis.

La rue Lebouteux est une voie publique située dans le 17e arrondissement de Paris. Elle débute au 13, rue de Saussure et se termine au 32, rue de Lévis.
Le quartier est desservi par les lignes 2 et 3 à la station Villiers.

## Origine du nom
La rue est nommée d'après Denis Lebouteux (décédé le 16 juin 1853 et enterré dans la tombe familiale au Cimetière des Batignolles), ancien propriétaire, adjoint au maire de la commune des Batignolles de 1830 à sa mort, et Antoine-Auguste Lebouteux, conseiller municipal à partir de 1835.

## Historique
Ouverte entre 1838 et 1843, cette voie de l'ancienne commune des Batignolles qui portait déjà son nom actuel fut classée dans la voirie parisienne par un décret du 23 mai 1863.